# Parlamentswahl in Syrien 1954
Die Parlamentswahlen im Jahr 1954 in Syrien wurden am 24. und 25. September 1954 abgehalten, mit einer zweiten Runde zwischen dem 4. und dem 5. Oktober. Es war eine demokratische Wahl in der damaligen Syrischen Republik.
Unabhängige Kandidaten wurden nach der Wahl zum größten Block im Parlament, während die Volkspartei unter Nazem Koudsi mit 30 Sitzen zur größten einzelnen Partei wurde. Die Muslimbruderschaft trat nicht als solche an. Es gab 54 Unabhängige, von denen einige den Muslimbrüdern und anderen Parteien nahestanden, was die Diskrepanzen bei den Ergebnissen verschiedener Blöcke erklärt. Es gab zudem auch neun Stammessitze. Insgesamt gab es 140 bis 142 Abgeordnete.

## Ergebnisse
| Partei                                   | Anteil | Sitze | +/- |
| ---------------------------------------- | ------ | ----- | --- |
| Volkspartei                              | 21,4 % | 30    | −17 |
| Arabisch-Sozialistische Baath-Partei     | 15,7 % | 22    | +19 |
| Nationalpartei                           | 13,6 % | 19    | +10 |
| Muslimbruderschaft                       | 2,9 %  | 4     | +1  |
| Syrische Soziale Nationalistische Partei | 1,4 %  | 2     | +1  |
| Arabische Befreiungsbewegung             | 1,4 %  | 2     | −70 |
| Sozialistische Kooperationspartei        | 1,4 %  | 2     | neu |
| Syrische Kommunistische Partei           | 0,7 %  | 1     | +1  |
| Unabhängige                              | 42,9 % | 60    | +29 |
| Gesamt                                   | 100 %  | 140   | +31 |
| Quelle: Nohlen et al.                    |        |       |     |